# Christiaan van Lennep (1828-1908)

Christiaan van Lennep

Christiaan van Lennep (Amsterdam, 14 mei 1828 - 's-Gravenhage, 18 augustus 1908) was ondernemer en wethouder van Hilversum.

## Familie
Van Lennep was vierde kind en tweede zoon van de schrijver Jacob van Lennep (1802-1868) en diens echtgenote jkvr. Henrietta Sophia Wilhelmina Röell (1792-1870), lid van de familie Röell en dochter van minister mr. dr. Willem Frederik baron Röell. Hij trouwde in 1857 Louise Johanna Meis (1838-1867) uit welk huwelijk behalve een doodgeboren dochtertje nog zes kinderen werden geboren. Hij hertrouwde in 1869 met Charlotte Louise Küpfer (1851-1926); uit dit huwelijk werden nog zeven kinderen geboren, onder wie de tennisser Christiaan van Lennep (1887-1955).
Van Lennep werd in 1903 verheven in de adelstand waardoor hij en zijn nageslacht het predicaat jonkheer/jonkvrouw mochten gaan dragen.

## Leven en werk
Van Lennep werkte vanaf 1845 enkele jaren bij Carp & Co. en na het faillissement bij Hope & Co. Daarna trok hij naar de Verenigde Staten van Amerika om te kijken of daar mogelijkheden waren voor hem. In 1851 trok hij echter naar Nederlands-Indië waar hij uiteindelijk firmant bij Dorrepaal & Co werd, voordat hij in 1888 (tot 1903) directeur van de Cultuur Mij. de Vorstenlanden werd.
In 1879 kocht hij de villa Weltevreden in Hilversum. In de jaren 1880-1881 en 1884-1887 was hij lid van de gemeenteraad van Hilversum; in die laatste periode was hij tevens wethouder. In 1904 vestigde hij zich in 's-Gravenhage waar jhr. C. van Lennep in 1908 overleed.